# دومینیک مارتینوویچ
دومینیک مارتینوویچ (انگلیسی: Dominik Martinović؛ زادهٔ ۲۵ مارس ۱۹۹۷) بازیکن فوتبال اهل کرواسی است.
از باشگاه‌هایی که در آن بازی کرده‌است می‌توان به باشگاه فوتبال لایپزیگ اشاره کرد.
وی همچنین در تیم‌های ملی فوتبال جوانان آلمان، Germany national under-16 football team، و Croatia national under-19 football team بازی کرده‌است.